# ویهه (هلند)
ویهه (به هلندی: Wijhe) یک منطقهٔ مسکونی در هلند است که در الست-ویهه واقع شده‌است.